# ポチッとな
ポチッとなは、押しスイッチ（ボタン）などを押したことを表す言葉。
「ポチ」はスイッチを押した音を表す擬声語である。

## 概要
アニメなどで登場人物がスイッチを押す際の台詞として使用されることも多い。スイッチを指で押す所作は非常に小さい動作であり視聴者に伝わりづらいので、動作主にこのような台詞を効果音的に言わせることによって、動作に注目を集める働きがある。また、映像を伴わない小説などの文字作品や音声のみのラジオなどでも同様に有効な表現手段である。
『ヤッターマン』の三悪のひとり、ボヤッキーが使ったことが起源であるが、この台詞はボヤッキーの声優である八奈見乗児のアドリブから生まれたという。また『ゼンダマン』では紋者博士（声優：宮内幸平）が主にこの台詞を使用している。
2008年にはリメイク版『ヤッターマン』のキャラクター商品として、押すと「ポチッとな」をはじめとした様々なセリフを喋る玩具「ポチッとなボタン」、廉価版「ポチッとなボタンミニ」が発売された。ドクロマークを配し、アニメ本編のイメージに忠実な形状となっている。
2010年2月12日より期間・数量限定で、日本マクドナルドのハッピーセットのおまけの1つとして「ポチッとな」が登場した。上記のキャラクター商品と類似したデザインで、ドクロマークの赤ボタンを押すたびにドロンジョの「やぁーっておしまい!」、ボヤッキー&トンズラーの「アラホラサッサー!」、ボヤッキーの「ポチッとな」の3種類が1つずつ順に再生される。

## 使用例
現在では単なるアニメの一台詞を越えた幅広い現場でも、一般にその使用が見受けられる。
- ゲーム『ポケットモンスター』シリーズではスイッチの仕掛けが登場する場面で「おしてみよう ポチッとな!」というメッセージが表示されることがある。またアニメ版では悪役であるロケット団の面々がこれに類する台詞をよく言う。（ニャースが言う場合は、口癖が「ニャ」であることから「ポチッとニャ!」となる。）ロケット団トリオの設定自体が三悪のオマージュであるため、ポケモンのスタッフはタイムボカンシリーズに興味かつ敬意を示しているとされている。
- 『ソニックシリーズ』の主要な悪役のDr.エッグマンが、仕掛けのボタンを押す際に常に「ポチっとな!」と言い出す。
- 大手PC周辺機器メーカーのアイ・オー・データ機器が一部の外付けハードディスクにこの「ポチっとな」という名称を用いた機能[4]が搭載されている。例えば、ファンクションボタンを押した際にさまざまな動作を実行可能にするユーティリティとして用いられている。
- 恋愛アドベンチャーゲーム『CLANNAD』で登場人物の春原陽平が発言。その後、主人公に「ポチッとな言うな」とツッコまれる。
- シミュレーションRPG『半熟英雄 ああ 世界よ半熟なれ…!!』に登場する「てつじん8ごう」が、敵との戦闘で自爆スイッチを押す際に「ポチットナ……」と言う。ただし、移植版や続編では、この台詞は変えられている。
- 恋愛アドベンチャーゲーム『Ever17 -the out of infinity-』の茜ヶ崎空編等で印象的に使用されている。
- 格闘ゲーム『ワールドヒーローズ パーフェクト』に登場する「ブロッケン」が使用する究極奥義『ジャーマンエクスプロージョン』発動時、自爆ボタンを押す時に「ポチッとな」と発言する。本人も爆風を飛ばしながらバラバラになるが、すぐに完全復活しダメージもない。
- 実写映画版『ヤッターマン』でボヤッキーを演じた生瀬勝久が、出演したテレビドラマで使用。
  - 『警部補 矢部謙三』の第1話で演じた主役の矢部謙三が「ポチッとな」と言いながら爆破装置のスイッチを押すシーンがある。
  - テレビドラマ『らんま1/2』で演じた天道早雲がらんまの胸に触ったときに「ポチッとな」と言う。
- 『天地無用!』（1995年）第8話「天才無用」で鷲羽がメカ鷲羽を爆破する際に「あ、ポチッとな」と言う。
- 『ガールフレンド（仮）』（2014年）第11話で押井知が録音ボタンを押す時に「ポチッとな」と言う。
- 通信販売のウェブサイトで購入することを購入ボタンを押すことから「ポチする」「ポチる」などと表現することがある。
- 『妖怪ウォッチ』シリーズでは、取り憑いた人に通信販売の購入ボタンを押しまくって無駄遣いをさせたり、様々なボタンを押す癖を付ける妖怪「ポチッ」が登場する。（擬音の「ポチッ」と飼い犬によく付けられる名前の「ポチ」を掛けている。）妖怪大辞典での彼の説明には、「危険なスイッチもポチッとな。」と書かれている。
- 『うまゆる』（2023年）第14話「同類項では括れない」にて、アグネスタキオンがボタンを押す時に「ポチッとな」と言う。

### 八奈見乗児出演作での使用例
オマージュ的引用として八奈見演ずるキャラクターのセリフに用いられるケースも少なくない。これは、三悪の中でも八奈見乗児演じるキャラクターが使用することが多いためである。作品名の横に書かれているのは、八奈見の担当キャラクター。
格闘ゲーム『サイバーボッツ』 - 地獄大師
デビロット姫の侍従・地獄大師が家庭版のストーリーモードでこの台詞を使用している。
アクションRPG『悪魔城ドラキュラX 月下の夜想曲』 - 鼻悪魔（使い魔）
隠し扉のスイッチを押すときに使用（キャラ自体ボヤッキーのパロディで顔デザインも類似。また「全国の女子高校生の皆さ～ん」なども言う）。
『ツバサ・クロニクル』の第2シリーズ第13話 - 老人
老人が使用。「昔メカのプロだった」との台詞は分かる人には分かる的なギャグ（どちらかといえばアドリブ）ネタと推測される。なお、監督の真下耕一はタツノコプロの出身であり、オリジナル版『ヤッターマン』の演出もしている。
『ONE PIECE』 - ガン・フォール
空島編で、フリーの傭兵ガン・フォールが衝撃貝（インパクトダイアル）の説明をする場面で、貯めた衝撃を開放するボタンを、「押し方はわかっておるな」と言いながら、他の登場人物と声をそろえて「ポチっとな」と押すという場面がある。
シューティングゲーム『実況おしゃべりパロディウス』 - 実況ナレーション
ゲーム『スーパーロボット大戦F』 - 車弁慶
『ゲッターロボ』の流竜馬が登場する終了メッセージの終わり際に竜馬が「スイッチオン!」と発言した際に特定のボタンを押すと八奈見の声でこの台詞が聞けるおまけ要素がある（八奈見は『ゲッターロボG』で竜馬のチームメイトとなる車弁慶を演じている）。
『エレキング』 - おいさん
第11話に、おばちゃん（眠れぬお母さん）の自宅のドアチャイムを、おいさんが「ポチっとな」と言いながら押す場面がある。
矢野顕子の春咲小紅にも、ポチッとが引用されている。タイムボカンとの因果関係は不明。

## タイムボカンシリーズにおけるバリエーション
「プチュっとな」（「プチュっと!」）
『タイムボカン』のグロッキーが使用。「ブチュっとな」の場合もある。
「ポチっとな」（「ポチっと!」）
『ヤッターマン』のボヤッキー、リメイク版『ヤッターマン』のトンズラー（第11話で「ポチってまんねん!」と言っている）及びレ・オナラブー・ダベンキ（第58話のゲストキャラ）、『ゼンダマン』の紋者博士、『怪盗きらめきマン』のヒエール（第23話ではルージュも）、『タイムボカン24』のツブヤッキー、ごくまれに『ヤットデタマン』のジュリー・コケマツが使用。
「デボっとな」（「デボっと!」）
『ゼンダマン』のトボッケーが使用。
「セコっとな」（「セコッと!」）
『タイムパトロール隊オタスケマン』のセコビッチが使用。また、『ヤットデタマン』のジュリー・コケマツが一度だけ使用したことがある。他にもゲキガスキーは「ゲキっと（な）」、ドワルスキーは「ドワっと（な）」、アターシャは「アタっと」と言う。
「コケっとな」（「コケっと!」）
『ヤットデタマン』のジュリー・コケマツが使用。
「コスっとな」（「コスっと!」）
『逆転イッパツマン』のコスイネンが使用。また、『平成タイムボカン』でボヤッキーが使用したこともある。
「ダサっとな」（「ダサっと!」）
『イタダキマン』のダサイネンが第15話で使用。
「プチっとな」（「プチっと!」）
『怪盗きらめきマン』のヒエールが前半のみ使用。
「ドロンとな」
『平成タイムボカン』でドロンジョが使用。
「ポイっとな」「カパっとな」
『夜ノヤッターマン』でヴォルトカッツェ（ボヤッキー）が使用（前者は第5話、後者は第7話）。
などのバリエーションがある。

## ポチる
ポチるとは、一部のインターネット利用者の間で使われるインターネットスラングである。ウェブ上で通信販売されている商品の購入を確定する行為のことを意味する。「ポチッとな」から派生したものだといわれており、「購入ボタンをポチッと押して買う」という意味を動詞として表したものである。支払いをクレジットカードで行うことの多いインターネット通信販売での物品購入の気軽さをも表現している。